# Allen Norton (motocicleta)
Allen Norton fou una empresa britànica que fabricava rèpliques de les històriques motocicletes de velocitat Norton Manx en les cilindrades de 350 i 500 cc. L'empresa estava dirigida per Bernie Allen i tenia la seu a Great Bedwyn, a Marlborough (Wiltshire).

## Història
L'empresa va començar a construir rèpliques dels famosos models de curses Norton Manx el 1990, tot basant-se en la darrera Manx de 1961. Allen n'havia aconseguit els drets el 1989 després de la mort del preparador de Norton Ray Petty i havia rebut un permís especial per a emprar el nom de "Norton" a Anglaterra.
Tret dels magnetos, tots els components utilitzats eren de nova fabricació. Els motors els subministrava l'empresa Summerfield Engineering de Derbyshire, els bastidors provenien de Goodman Engineering i estaven fabricats amb tubs Reynolds 531. Les motos estaven equipades amb caixa de canvis de 5 velocitats i transmissió primària per corretja (les Manx originals duien caixa de canvis de 4 velocitats i cadena principal). Tot i que les Manx originals eren motos de velocitat pura, Allen els instal·lava també velocímetre, botzina i llum de fre per tal que les seves motos poguessin circular per carretera.
Les Norton Manx d'Allen eren conegudes per la seva qualitat. L'ex-enginyer de curses i dissenyador de Norton, Doug Hele, va comentar-ne: «Són millors que quan les fabricàvem nosaltres».
Les produccions eren baixes. Allen va lliurar la primera unitat el 1992, però només va poder fabricar-ne una cada 2 setmanes. Aleshores tenia 61 anys. El 1994, els drets de fabricació van passar a l'enginyer de Preston (Lancashire) Andy Molnar.